# Ortsbürgermeister
Ortsbürgermeister (auch Ortsvorsteher, Vorsitzender des Ortschaftsrates) ist eine deutsche Amtsbezeichnung für einen gewählten Volksvertreter, entweder eines Ortsteils oder einer Ortschaft, die einer Gemeinde angehört oder einer Ortsgemeinde, die einer Verbandsgemeinde angehört. Die Amtsbezeichnung und rechtliche Stellung wird nicht einheitlich verwendet. Ein Ortsbürgermeister arbeitet in der Regel ehrenamtlich.

## Rheinland-Pfalz
In Rheinland-Pfalz ist „Ortsbürgermeister“ die Amtsbezeichnung für den Bürgermeister einer Ortsgemeinde, die einer Verbandsgemeinde angehört. Der Bürgermeister einer verbandsangehörigen Stadt trägt die Bezeichnung Stadtbürgermeister. Orts- bzw. Stadtbürgermeister sind ehrenamtlich tätig. Sie sind Vorsitzende des Gemeinde- bzw. Stadtrats.
Ortsbürgermeister oder Stadtbürgermeister werden im Rahmen der Kommunalwahlen alle fünf Jahre direkt gewählt. Soweit sich kein Kandidat zur Wahl stellt, wird der Orts- bzw. Stadtbürgermeister vom Gemeinde- bzw. Stadtrat gewählt.

## Sachsen-Anhalt und Niedersachsen
In Sachsen-Anhalt und Niedersachsen ist Ortsbürgermeister die Amtsbezeichnung des Vorsitzenden eines Ortschaftsrates bzw. Ortsrates. Der Ortsbürgermeister wird aus der Mitte des Ortschaftsrates/Ortsrates gewählt. Statt des Modells Ortschaftsrat/Ortsbürgermeister kann auch eine Ortschaft nach dem Modell Ortsvorsteher (ohne Ortschaftsrat/Ortsrat) gebildet werden. Die Mitglieder des Ortschaftsrates/Ortsrates wie auch der Ortsbürgermeister und der Ortsvorsteher sind ehrenamtlich tätig. Eine Ortschaft kann, unabhängig vom jeweiligen Modell, nur in einer Gemeinde gebildet werden, die keiner Verbandsgemeinde bzw. Samtgemeinde angehört.

## Andere deutsche Bundesländer
Als Ortsbürgermeister wird in einigen anderen deutschen Ländern auch der Vorsteher eines Ortsteils bzw. einer Ortschaft einer Kommune bezeichnet. Dieser kann aber auch andere Bezeichnungen, wie z. B. Ortsvorsteher tragen. Er ist in der Regel Vorsitzender des Ortschaftsrats, Ortsbeirates oder Ortsrates, also des gewählten Gremiums für die Ortschaft, bei der es sich oftmals um eine ehemalige Gemeinde handelt.